# Požnica
Požnica je naselje v Občini Laško.